# 極楽寺 (長野県木祖村)
極楽寺（ごくらくじ）は 長野県木曽郡木祖村薮原にある臨済宗妙心寺派の寺院。山号は法城山。木曾西国三十三観音霊場三番。

## 歴史
釈迦如来を本尊とし、右に迦葉尊者、左に阿難尊者を脇侍とする。
元亀・天正年間（1570～1592年）に、薮原郷主の古畑十右ェ門正貫が開基し、木曽福島にある興禅寺から茂林を勧請して開山した。
当時は、木曽川西岸の倉籠の地にあって、大龍山 禅林寺と称したが、度重なる水害を避けて上町裏に移り、「水を去って土と成す」の義をもって、法城山 極楽寺に改号した。
寛文2年（1662年）、三世の忠屋の代に薮原宿で大火があり、類焼して焼失した。
寛文4年（1664年）、万事不便にになったため、中町裏に移った。
貞享3年（1686年）、薮原宿の本陣主の寺嶋勘右ェ門が、現在の境内を寄進し、
元禄4年（1691年）、禅外の代に棟札に見られるように堂宇が建立された。
元禄11年（1698年）、山門の建立に続き、村中の篤志によって涅槃図が寄贈された。
アララギ派の歌人たちが修養のため訪れたことでも知られている。
寺の霊廟にはお六櫛を発明した女性のお六の位牌が納められている。

## 本堂
元禄4年(1691年)7月に建立された。
昭和17年(1942年)まで本堂は、入母屋造の茅葺きで、構えは正面に室中を、その左右に上間・下間を設け、また、室中の奥に仏間（本尊安置）が、その左右に位牌堂が置かれ、本堂の外側に切目縁を巡らし、いわゆる方丈形式にならっていたが、荒廃が進んでいたので、この年、大改修が行われ、屋根は現在の桟瓦葺にふき替え、内部も修復された。
桁行は17m、梁間は16.4mである。
棟札は、長さ73.3cm、上幅21.2cm、下幅18.6cmで、表面に「妙音祥圓満佛日増長之棟札」として建立趣旨をしたため、
「住持関山國師十六世小比丘禅外叟 干時元禄四辛未七月吉祥旦」と、下方に「大工 牛丸善右衛門 同助七郎 上村冶右衛門 奥屋長左衛門 牛丸彦三郎」と記し、裏面は、「建立之致支配者也」として「篠原喜兵衛」ら26人の名がある。
平成13年(2001年)にも大改修が行われた。

### 本尊
木像の釈迦如来座像で、像高は37cmwである。祭壇正面にあって金箔の厨子に安置されている。平安時代末期の作と伝わるが、詳細は不明である。

### 茂林和尚像
本尊の右側に、開基の茂林和尚の像が、厨子に納められている。禅林寺時代からの像とも言われているが詳細は不明である。

### 地蔵菩薩立像
本堂の北端に別の祭壇が有り、その最上段に寺院造の立派な厨子があって、その中に木像の地蔵菩薩座像が安置されている。像高は20cmで、次のような伝承がある。
岡田家八代の、岡田五郎治忠保が、京都へ出向いた時に、一品宮(有栖川宮)に謁見し、その折に宮から勧められて巨額を投じて入手したものであるという。
厨子は、寺院造の黒漆塗りで、高さは1m。金具は全て純金であり、内面は金箔貼りとなっており、全体が豪華なつくりとなっている。厨子の裏面には、
文政13年(1830年)、に極楽寺の寺宝として寄進されたことが記されている。

### 位牌堂
昭和55年(1980年)に本堂内の位牌堂を改築した。間口九間、奥行九間である。

## 境内

### 山門
元禄11年(1698年)に造営された。三間一戸の四脚門であり、『岨俗一隅』には大門と記されている。
桁行は3.28m、梁間は2.11mで、屋根は切妻造、平入り二軒繁棰で、銅板葺である。
扉口の本柱を丸柱、その他を大面取角柱としている。組物は出組とし、中備には本蟇股を用いている。妻飾りは虹梁大瓶束として、結綿に彫りの深い装飾が付けられている。
敷石は花崗岩で、中央を布敷に、その両側を四半敷に敷き詰め、禅宗様式を用いている。この敷石形態は『岨俗一隅』の絵図にそのままのものが見られ、全体に簡素で、まとまりの良い建築である。
棟札は、縦70cmの長さがあり、表面に「奉建立圓通大門　元禄拾壱暦戌寅　孟春吉辰敬白」と記されており、裏面には「住持葉花園第一座禅外叟以自力寄進焉爲菩提也　大工　牛丸善太郎　同姓平蔵　同姓彦兵右衛　同姓兵七　木引　兵右衛門」と記されている。
昭和31年(1956年)に改築された。

### 庫裏
昭和31年(1956年)に改築された。

### 観音堂
本堂の北側に接する建物で、堂内には立派な厨子に納められた地蔵菩薩像や「南無大悲父広大輪観世音菩薩」像など数体の仏像が安置されている。
昭和41年(1966年)に改築した。
格天井には、藤田嗣治と近藤浩の天井画64枚が納められている。

### 鎮守堂
観音堂の裏にあり、半僧坊・秋葉権現・妙見菩薩が安置されている。

### 庭園
小堀遠州の流れをくむ庭園師が作った「遠州流の庭園」がある。
建物東側の山を背景にして三段の滝を作り、下方に大きな不動石を据え置いて池を作り、池には中島がある。飛び石伝いに中島へ渡ることができる。以前は中島から向こう岸へ遠州流の特徴である強弧半円形の木枠に小丸太を並べた太鼓橋が架けられていたが、近年になって、やや弧を帯びた石橋に架け替えられた。

### 禁葷酒の碑
山門の左側に建てられている石碑で、丹波国千ヶ畑にある法常寺の大道和尚の揮毫による石碑である。湯川九郎衛門の覚書によると、寛保元年(1741年)4月13日、大道和尚が来訪し御説法云々(以下略)と記されていることから、この時に書かれたものと考えられる。

### 滅却彌天罪の碑
山門をくぐった正面に、人の背丈以上の高い角柱形の石があり、隷書体の文字で「滅却彌天罪」と大書きされている。
宝暦年間(1751～1764年)に、十世の臺瑞壽三が建てたもので、中山道の極楽寺参道の入り口にあり、江戸時代に大名行列の際には、大名がこの石碑の前で駕籠の中から片足を出して敬意を表し合掌礼拝したと言い伝えられている。
彌天とは、道元の正法眼蔵にあり、天に漲るほどの大きな罪であっても、寺に参詣して懺悔することによって滅ぼし去ることができるという意味である。

### その他石造物
- 比良夫歌碑(湯川寛雄)
- 玉垣建立記念碑
- 子安地蔵尊

## 寺宝

### 涅槃図
極楽寺の涅槃図は、「元禄十一年、京都の仏絵師 佐々木四郎兵衛尉 藤原智佳筆、田中豊後掾 橘宗清謹而調之」と記されており、その大きさは横1.5m、縦2.4mである。
なお表装された裏書として、牛丸善衛門ほか発起中24人、湯川九郎右衛門ほか念仏講中7人、更に薮原宿の中の151人の名前が記されている。

### 白隠禅師の書と達磨大師の絵
本堂入り口に白隠慧鶴の書による「法城山」の扁額があり、達磨大師の絵も寺宝となっている。
宝暦7年(1757年)、駿河国の松蔭寺から白隠慧鶴が、木曽福島の興禅寺へ来訪した際、民衆300人余が集まったが、この時に薮原村出身の岡田七郎治の六男が、興禅寺で僧となっていた文器で、文器の要請で極楽寺に立ち寄り逗留した。その説に八方睨みの達磨大師の絵を描き、また別に布書きによる法城山の額字を賜った。

### 願王和尚の書
温泉寺 (諏訪市)の住職・願王和尚の書を所蔵している。

### 寄せ書き
藤田嗣治・湯川九郎右衛門・模林智範和尚の三人が、一枚の書画に寄せ書きをした珍しい軸がある。絵は藤田嗣治のもので、湯川寛雄日記によると、明治45年(1911年)7月の作と思われる。

## 文化財
極楽寺本堂・山門　＜指定＞　昭和61年3月10日　木祖村有形文化財(建造物)

## 末寺
林照寺 (松本市)

## 関連リンク
- 極楽寺　木祖村公式サイト
- 極楽寺本堂附棟札1枚　木祖村公式サイト